# Schultz ABC
El Schultz ABC fue un planeador estadounidense de los años 30 del siglo XX, diseñado por Art Schultz.

## Diseño y desarrollo
El ABC fue diseñado para competir en el Concurso de Diseño Eaton de 1937 celebrado conjuntamente con el 8º Campeonato Nacional de Vuelo sin Motor de los Estados Unidos. Esta competición estaba abierta a cualquier nuevo diseño de planeador estadounidense que no hubiera volado anteriormente en un Campeonato Nacional. Las reglas requerían planos y datos de análisis de estrés que debían presentarse con el avión completado. La intención era que el diseño ganador estuviera disponible en formato de planos y kits para construcción amateur, obteniéndose finalmente asimismo la aprobación del diseño por la Oficina de Comercio Aéreo.
Los ganadores del concurso y los premios, fueron:
- Primero: 700 dólares, planeador ABC, diseñador Arthur B. Schultz.
- Segundo: 500 dólares, planeador Ross RS-1 Zanonia, diseñador Harland Ross.
- Tercero: 300 dólares, planeador utilitario SGU 1-6, diseñadores Ernst y Paul Schweizer.

El ABC fue un desarrollo del anterior Midwest MU-1 de corta envergadura, tenía un ala de madera de dos largueros y dos soportes y un fuselaje y cola de tubos de acero recubiertos de tela.
El ABC iba a estar disponible para la construcción amateur, pero solo se construyeron cuatro antes de que irrumpiese la Segunda Guerra Mundial. En 1942, un planeador fue usado por las USAAF, con la designación TG-16, en la escuela de entrenamiento de planeadores de las USAAF en Mobile, Alabama.

## Operadores
Estados Unidos
- Fuerzas Aéreas del Ejército de los Estados Unidos

## Especificaciones

### Características generales
- Tripulación: Uno (piloto)
- Envergadura: 14,8 m (48,5 ft)
- Superficie alar: 16,4 m² (176,1 ft²)
- Peso vacío: 136 kg (299,7 lb)
- Peso cargado: 213 kg (469,5 lb)
- Régimen de descenso: 0,85 m/s (167 pies/min)

## Aeronaves relacionadas

### Secuencias de designación
- Secuencia TG-_ (Planeadores de Entrenamiento del USAAC/USAAF, 1941-1948): ← TG-13 - TG-14 - TG-15 - TG-16 - TG-17 - TG-18 - TG-19 →